# Municipio de Cuautepec (Guerrero)
El municipio de Cuautepec es uno de los 85 municipios del estado de Guerrero. Geográficamente se localiza en la región de la Costa Chica y colinda con cuatro municipios: al norte con Ayutla, al este con San Luis Acatlán, al sur con Cópala, y al oeste con Florencio Villareal. Tiene una extensión que abarca 314.3 km².

## Toponimia
El epónimo proviene de los vocablos náhuatl cuauhili, que significa águila y tépetl, que significa cerro.

## Política

### Gobierno
La división política de Cuautepec consta de un Presidente municipal, quien se encarga de la administración pública y de representar al municipio; un síndico procurador, quien se encarga de manejar los temas financieros del municipio tales como el gasto monetario conforme al presupuesto establecido y vigilar que se impartan las multas correctamente; dos regidores de mayoría política y cuatro regidores de representación proporcional, quienes se encargan de la administración de los servicios públicos (alumbrado, limpia, mercados, registro civil, entre otros).
Actualmente el presidente municipal del municipio de Cuautepec es el profesor César Iván Perezvargas Ríos (2021-2024).

### Localidades
Hay un total de 34 localidades dentro de Cuautepec, y las más pobladas son Cuautepec (la cabecera municipal) con 4,073 habitantes, seguido por Jalapa con 1,938 habitantes, Coacoyulichán con 1,828 habitantes, La Dicha con 1,267, San Agustín Cuilutla con 1,134 y el Pabellón con 1,059 habitantes.

### Seguridad Pública
Los objetivos que tiene el municipio de Cuautepec son:
- Asegurar la protección total de los bienes y de las personas (residentes y visitantes) del municipio
- Fomentar valores culturales y cívicos en la sociedad para que haya un mayor respeto de las leyes
- Mantener el orden público dentro del municipio

Las estrategias y las acciones que el municipio llevará a cabo para lograr estos objetivos son:
- Mantener coordinación con el Estado y la Federación
- Crear un modelo de capacitación, en coordinación con el estado, que mejore las unidades policiacas
- Mejorar los pagos del personal de seguridad pública
- Mejorar el armamento, los medios de comunicación y el transporte de las unidades
- Vigilar las cárceles y asegurarse que estas cumplan con las condiciones de seguridad, higiene y moralidad
- Auxiliar oportunamente a los lesionados por accidentes o de cualquier tipo

## Educación
En cuanto a la educación, hay un total de 70 escuelas de los niveles preescolar, primaria, secundaria y bachillerato. El mayor número de escuelas está distribuido entre los niveles preescolar con 27 y primaria con 29. Los promedios de docentes por escuela son 2 para preescolar, 4 para primaria, 6 para secundaria y 18 para bachillerato. La asistencia escolar de acuerdo con el censo de población y vivienda 2010 es de la siguiente manera: en el grupo de 3 a 5 años hay una asistencia de 517, de 6 a 14 años hay una asistencia de 3 441, de 15 a 17 años hay una asistencia de 822, de 18 a 24 años hay una asistencia de 267, de 25 a 29 años hay una asistencia de 12, y de 30 años o más hay una asistencia de 23. Sin embargo el 22% de la población de 15 años o más es analfabeta, esto corresponde a un total de 2 108 personas.

## Salud
En materia de salud hay un total de 8444 personas derechohabientes a servicios de salud tales como el IMSS, ISSSTE, Pemex, Defensa o Marina, Seguro Popular; entre otros. El servicio más frecuente en esta población es el de Pemex, Defensa o Marina. El número correspondiente a las personas no derechohabientes a estos servicios es 6 629.
Los cuales en el servicio es muy escaso el tema de salud, como es el centro de salud del municipio, los cuales cuenta con muy poco servicio de transportación, contando solo con un ambulancia.

## Demografía

### Población
El Censo de Población y Vivienda 2020 informa sobre la existencia de 17,024 habitantes, de los cuales, 8,269 son hombres y 8,755 mujeres; es una población predominantemente joven, dónde la población de 0 a 17 años es de 6,838 personas.
|         | Población del municipio | % con respecto a la población del municipio | % con respecto a la población total del estado |
| Hombres | 7,554                   | 49.98                                       | 0.46                                           |
| Mujeres | 7,561                   | 50.02                                       | 0.43                                           |
| Total   | 15,115                  | 100.00                                      | 0.45                                           |

(Sistema Nacional de Información Municipal; Instituto Nacional para el Federalismo y el Desarrollo Municipal, 2010)
| Grupo de edad | Hombres | Mujeres | Total | % Hombres | % Mujeres |
| 0 a 2 años    | 454     | 474     | 928   | 48.92     | 51.08     |
| 3 a 5 años    | 529     | 530     | 1059  | 49.95     | 50.05     |
| 6 a 14 años   | 1831    | 1761    | 3592  | 50.97     | 49.03     |
| 15 a 17 años  | 642     | 617     | 1259  | 50.99     | 49.01     |
| 18 a 24 años  | 870     | 794     | 1664  | 52.28     | 47.72     |
| 25 a 59 años  | 2396    | 2498    | 4894  | 48.96     | 51.04     |
| 60 años y más | 828     | 885     | 1713  | 48.34     | 51.66     |

(Sistema Nacional de Información Municipal; Instituto Nacional para el Federalismo y el Desarrollo Municipal, 2010)

### Localidades
En el censo de 2020 el municipio de Cuautepec contaba con 33 localidades.
| Código INEGI      | Localidad            | Población (2020) |
| ----------------- | -------------------- | ---------------- |
| 120250001         | Cuautepec            | 4 073            |
| 120250011         | Jalapa               | 1 938            |
| 120250005         | Coacoyulichán        | 1 828            |
| 120250008         | La Dicha             | 1 267            |
| 120250007         | San Agustín Cuilutla | 1 134            |
| 120250017         | El Pabellón          | 1 059            |
| Otras localidades | Otras localidades    | 5 725            |
| Total municipal   | Total municipal      | 17 024           |

### Grupos étnicos
El Censo de Población y Vivienda 2010 informa sobre la existencia de 189 personas dentro del municipio que hablan alguna lengua indígena, siendo la lengua mixteca la más hablada, seguida por el tlapaneco, el náhuatl, el amuzgo de Guerrero, el amuzgo, el maya y finalmente el purépecha.
| Lengua Indígena                 | Número de hablantes |         |         |
|                                 | Total               | Hombres | Mujeres |
| Mixteco                         | 136                 | 64      | 72      |
| Tlapaneco                       | 33                  | 8       | 25      |
| Lengua indígena no especificada | 8                   | 5       | 3       |
| Náhuatl                         | 5                   | 4       | 1       |
| Amuzgo de Guerrero              | 4                   | 2       | 2       |
| Amuzgo                          | 1                   | 1       | 0       |
| Maya                            | 1                   | 1       | 0       |
| Purépecha                       | 1                   | 0       | 1       |

(Sistema Nacional de Información Municipal; Instituto Nacional para el Federalismo y el Desarrollo Municipal, 2010)

### Religión
De acuerdo con el Censo de población y vivienda 2010, la población de 3 años y más en su mayoría profesa la religión católica con 14,342 personas, mientras que 672 personas profesan otro tipo de religiones.
| Religión                                                       | Población que profesa la religión | % con respecto a la población total del municipio |
| Católica                                                       | 14342                             | 101.14                                            |
| Protestantes, evangélicas y Bíblicas diferentes de evangélicas | 619                               | 4.36                                              |
| Otras religiones                                               | 0                                 | 0.00                                              |
| Sin religión                                                   | 53                                | 0.3                                               |

(Sistema Nacional de Información Municipal; Instituto Nacional para el Federalismo y el Desarrollo Municipal, 2010)

### Fiestas tradicionales
Como fiestas tradicionales, se festeja especialmente:
- El municipio cuenta con diferentes fiestas tradicionales,entre ellas se encuentran las denominadas "mayordomías" que son fiestas populares en honor a los diferentes santos que se veneran a lo largo del año, en estas fiestas se hace presente la música de Chile frito, por las mañanas se regala pozole al público en general en casa del "mayordomo" quien es el encargado(a) de realizar la fiesta, por las tardes se convoca a pueblo a degustar el delicioso chilate de cacao o copataiste, se ofrece también un platillo típico de la región como barbacoa de res o pollo, caldo de pollo, mole de olla, etc. posteriormente se procede a realizar el nombramiento del nuevo mayordomo que se encargara el año siguiente de llevar a cabo la fiesta, este se elige entre las concurrencia que se da cita. se festeja especialmente:
- Del 1 al 31  de mayo se festeja la santa  cruz, siento todo mayo mayordomias
- Del 18 al 25 de julio siendo este el día del patrón santiago apóstol.
- El 12 de diciembre se festeja a la virgen de Guadalupe
- Del 31 de enero al 2 de febrero se festeja a la virgen de la candelaria en la comunidad de Coacoyulichan.
- El día 23 de julio se venera  la virgen de la botellita en la comunidad de Jalapa.

Ferias regionales:
- del 18 al 25 se celebra la feria regional en honor a santiago apóstol, patrono del pueblo.
- del 22 al 23 de julio se lleva a cabo la feria regional de la virgen de la botellita en la localidad de Jalapa. Ferias locales:
- del 1 al 13 de diciembre se festeja a la virgen de guadalupe del barrio de la villa en la cabecera  municipal.
- del 1 al 5 de mayo la feria en honor a la santa cruz en diferentes barrios del municipio como: Chomulco, Cantarrana, barrio primero y la Villa.Arq. Angel Pérez Palacios. «CUAUTEPEC». Consultado el 12 de mayo de 2013. (enlace roto disponible en Internet Archive; véase el historial, la primera versión y la última).

### Trajes típicos
Los trajes típicos de esta región no varían mucho de acuerdo al perteneciente del Estado de Guerrero, además de que no es tan complicado o exótico.
Para las mujeres:
- Faldas largas de diferentes colores
- Blusa de manta bordada

Para los hombres:
- Calzón y cotón de manta
- Sombrero de petate
- Huaraches cruzados

## Economía

### Población económicamente activa
Según gráficas de INEGI en los últimos 10 años el municipio de Cuautepec tuvo un ligero aumento en la población económicamente activa de cerca de 1000 personas y en la no económicamente aproximadamente 300.
Cuautepec en 2010:
| Distribución de la población por condición de actividad económica según sexo, 2010 | Total | Hombre | Mujeres |
| ---------------------------------------------------------------------------------- | ----- | ------ | ------- |
| Población económicamente activa                                                    | 4,350 | 3,787  | 563     |
| Población no económicamente activa                                                 | 6,278 | 1,539  | 4,739   |

Cuautepec en 2000:
| Distribución de la población por condición de actividad económica según sexo, 2000 | Total | Hombre | Mujeres |
| ---------------------------------------------------------------------------------- | ----- | ------ | ------- |
| Población económicamente activa                                                    | 3,730 | 3,167  | 574     |
| Población no económicamente activa                                                 | 6,089 | 1,756  | 4,333   |

### Principales actividades económicas
Cuautepec es una población que obtiene una muy buena parte de sus ingresos del turismo más no es una de las principales actividades. También tienen un fuerte crecimiento en agricultura especialmente en el plantío de maíz, frijol, sandía y melón. Al igual que otros pueblos de la región también ellos tienen su propio interés por las artesanías.

### PIB
Tienen un considerable producto interno bruto según la INAFED. Mas no es totalmente sustentable contando a la población total.
| Producto interno bruto municipal, 2005   | Texto de encabezado | Texto de encabezado                                 | Texto de encabezado |
| ---------------------------------------- | ------------------- | --------------------------------------------------- | ------------------- |
| PIB (pesos a precios corrientes de 2005) | Texto de celda      | PIB per cápita (pesos a precios corrientes de 2005) | Texto de celda      |
| En dólares                               | En pesos            | En dólares                                          | En pesos            |
| 59,731,592                               | 422,677,418         | 4,104                                               | 29,042              |

## Geografía
Tiene una extensión geográfica de 314,3 km². Se localiza en las coordenadas geográficas 16°44′58″N 99°00′04″O / 16.74944, -99.00111

## Hidrografía
Sus principales fuentes hidrológicas son el río Copala o Velero.

## Orografía
El 47 % del municipio es una zona semiplano, el 41 % es una zona plana y el 12 % corresponde a la zona occidental.